# Alan Robert Murray
Alan Robert Murray, född 30 juli 1954 i Kalifornien, död 24 februari 2021 i Los Angeles, var en amerikansk ljudtekniker inom film. Han vann två Oscars av totalt nio nomineringar i Bästa ljudredigering.

## Oscarsnomineringar
| År          | Film                  | Kategori             | Resultat  |
| ----------- | --------------------- | -------------------- | --------- |
| 1985 (58:e) | Ladyhawke             | Bästa ljudredigering | Nominerad |
| 1989 (62:a) | Dödligt vapen 2       | Bästa ljudredigering | Nominerad |
| 1996 (69:e) | Eraser                | Bästa ljudredigering | Nominerad |
| 2000 (73:e) | Space Cowboys         | Bästa ljudredigering | Nominerad |
| 2006 (79:e) | Flags of Our Fathers  | Bästa ljudredigering | Nominerad |
| 2006 (79:e) | Letters from Iwo Jima | Bästa ljudredigering | Vann      |
| 2014 (87:e) | American Sniper       | Bästa ljudredigering | Vann      |
| 2015 (88:e) | Sicario               | Bästa ljudredigering | Nominerad |
| 2016 (89:e) | Sully                 | Bästa ljudredigering | Nominerad |